# 小魯文化
小魯文化事業股份有限公司（簡稱小魯文化）為中華民國一家專門出版兒童文學、兒童小說、童話故事、繪本和橋樑書的出版社。該出版社2014年到2019年舉辦的蘭陽繪本創作營，已經為中華民國栽培出許多繪本作家。

## 相關新聞
- 台灣蘋果日報報導元太科技、振曜科技和中文電子書平台Readmoo共同捐贈電子書給南投縣政府，並特別感謝出版夥伴小魯文化和親子天下的大力支持[4]。
- 中國時報A疊藝文副刊報導不同視角的世界，文圖由小魯文化提供[5]。

## 外部連結
- 小魯文化官方網站 （页面存档备份，存于）
- 小魯粉絲俱樂部的Facebook專頁